# Kucie sygnałowe
Kucie sygnałowe – technika kowalska polegająca na kuciu detalu przez dwie osoby, z których jedna (zwykle majster) posługuje się jedynie małym młotkiem, a druga młotem kowalskim. Majster przykłada na chwilę mały młotek do detalu pokazując pomocnikowi, w które miejsce ma uderzać. Przyłożenie młotka (normalne, położenie bokiem), a także wybijane o detal dźwięki (pojedyncze uderzenie, szybkie podwójne, brak uderzenia) sygnalizują gdzie i jak należy uderzyć młotem kowalskim, a także sygnalizują koniec kucia.